# Švýcarsko na Zimních olympijských hrách 1952
Švýcarsko se účastnilo Zimní olympiády 1952. Zastupovalo ho 55 sportovců (46 mužů a 9 žen) v 7 sportech.

## Medailisté
| Medaile | Jméno                                                         | Sport | Soutěž  |
| ------- | ------------------------------------------------------------- | ----- | ------- |
| Bronz   | Fritz Feierabend Stephan Waser                                | Boby  | Dvojbob |
| Bronz   | Fritz Feierabend Albert Madörin André Filippini Stephan Waser | Boby  | Čtyřbob |